# Auron (rivière)
Pour les articles homonymes, voir Auron (homonymie).
L'Auron est une rivière française, qui coule dans les départements de l'Allier et du Cher, dans les régions Centre-Val de Loire et Auvergne-Rhône-Alpes, et qui se jette à Bourges dans l'Yèvre, dont elle constitue un des principaux affluents. C'est donc un sous-affluent du Cher et de la Loire.
Entre Dun-sur-Auron et Bourges, sa vallée est empruntée par la branche nord-ouest du canal du Berry.

## Géographie

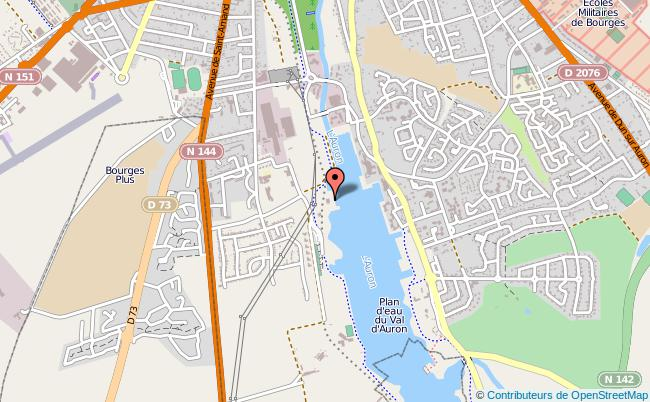
Le plan d'eau du val d'Auron au sud de Bourges.

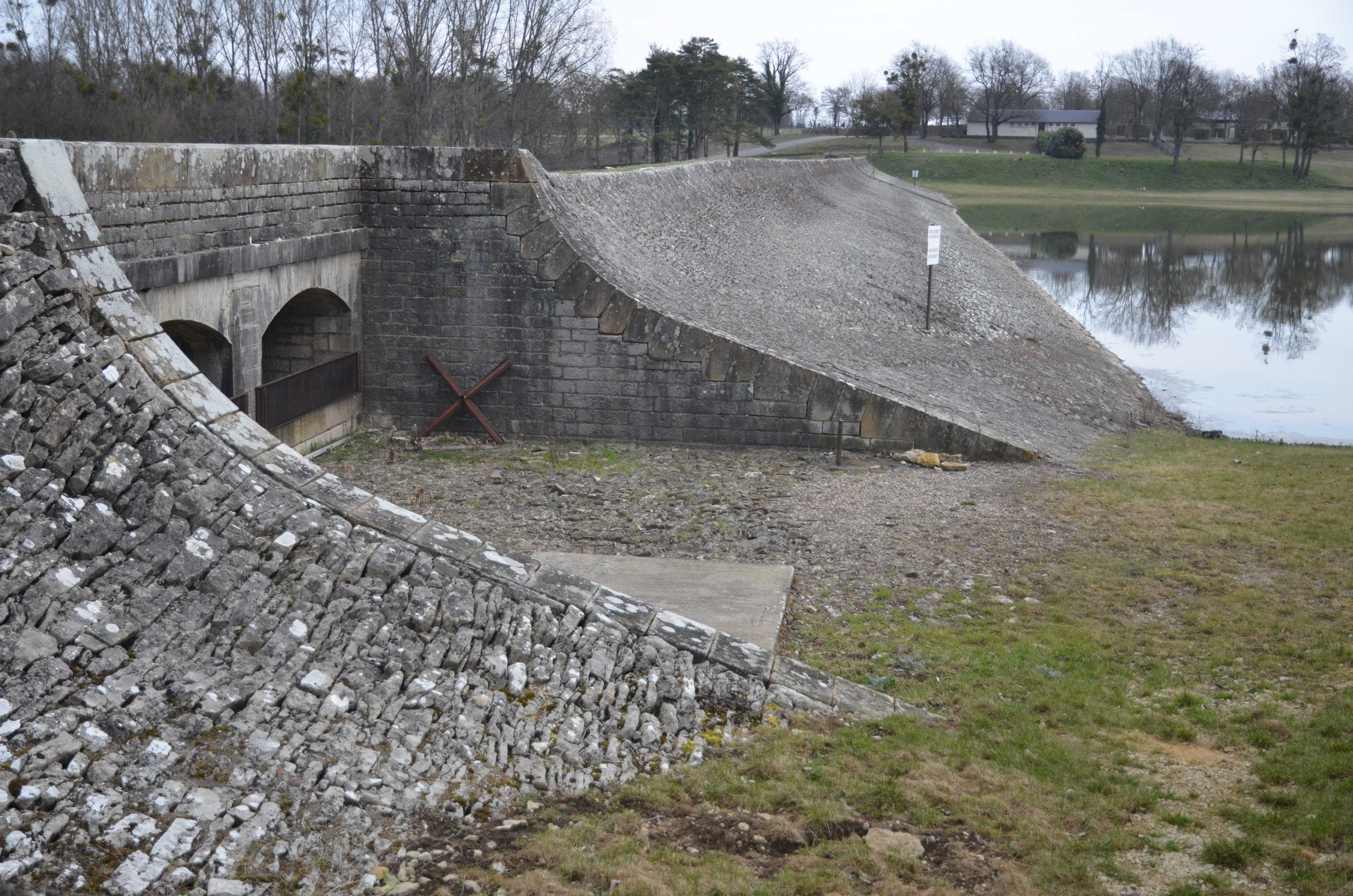
Digue et déversoir de l'étang de Goule, l'un des réservoirs d'eau du canal de Berry.

De 76,9 km de longueur, l'Auron prend sa source dans la partie orientale de la forêt de Tronçais, à Couleuvre, petite localité du nord du département de l'Allier, près du lieu-dit les baliveaux et à 272 m d'altitude.
La rivière baigne les villes de Dun-sur-Auron et de Bourges. Son parcours s'effectue en règle générale du sud-est vers le nord-ouest. Deux plans d'eau, en début de cours et en fin de cours d'eau régule le débit de l'Auron : l'étang de Goule et le plan d'eau du val d'Auron. 
Elle conflue en rive gauche avec l'Yèvre, à Bourges, à 128 m d'altitude.
Entre Dun-sur-Auron et Bourges, sa vallée est empruntée par la branche nord-ouest du canal du Berry.

### Communes et cantons traversés
Dans les deux départements du Cher et de l'Allier (deux premières communes), l'Auron traverse ou longe les dix-sept communes suivantes, de l'amont vers l'aval, de Couleuvre (source), Valigny, Bessais-le-Fromental, Bannegon, Vernais, Thaumiers, Charenton-du-Cher, Le Pondy, Verneuil, Parnay, Dun-sur-Auron, Saint-Denis-de-Palin, Annoix, Saint-Just, Plaimpied-Givaudins, Soye-en-Septaine, Bourges (confluence).
Soit en termes de cantons, l'Auron prend source dans le canton de Bourbon-l'Archambault, traverse les canton de Trouy, canton de Dun-sur-Auron, conflue dans le canton de Bourges-1, dans les arrondissements de Moulins et de Bourges.

### Toponyme
L'Auron a donné sont hydronyme à la commune de Dun-sur-Auron.

### Bassin versant
L'Auron traverse les huit zones hydrographiques K560, K561, K562, K563, K564,K565, K566, K567 pour une superficie totale de 722 km2. Ce bassin versant est constitué à 76,51 % de « territoires agricoles », à 20.09 % de « forêts et milieux semi-naturels », à 3,10 % de « territoires artificialisés », à 0,22 % de « surfaces en eau », à 0,06 % de « zones humides ».

## Affluents

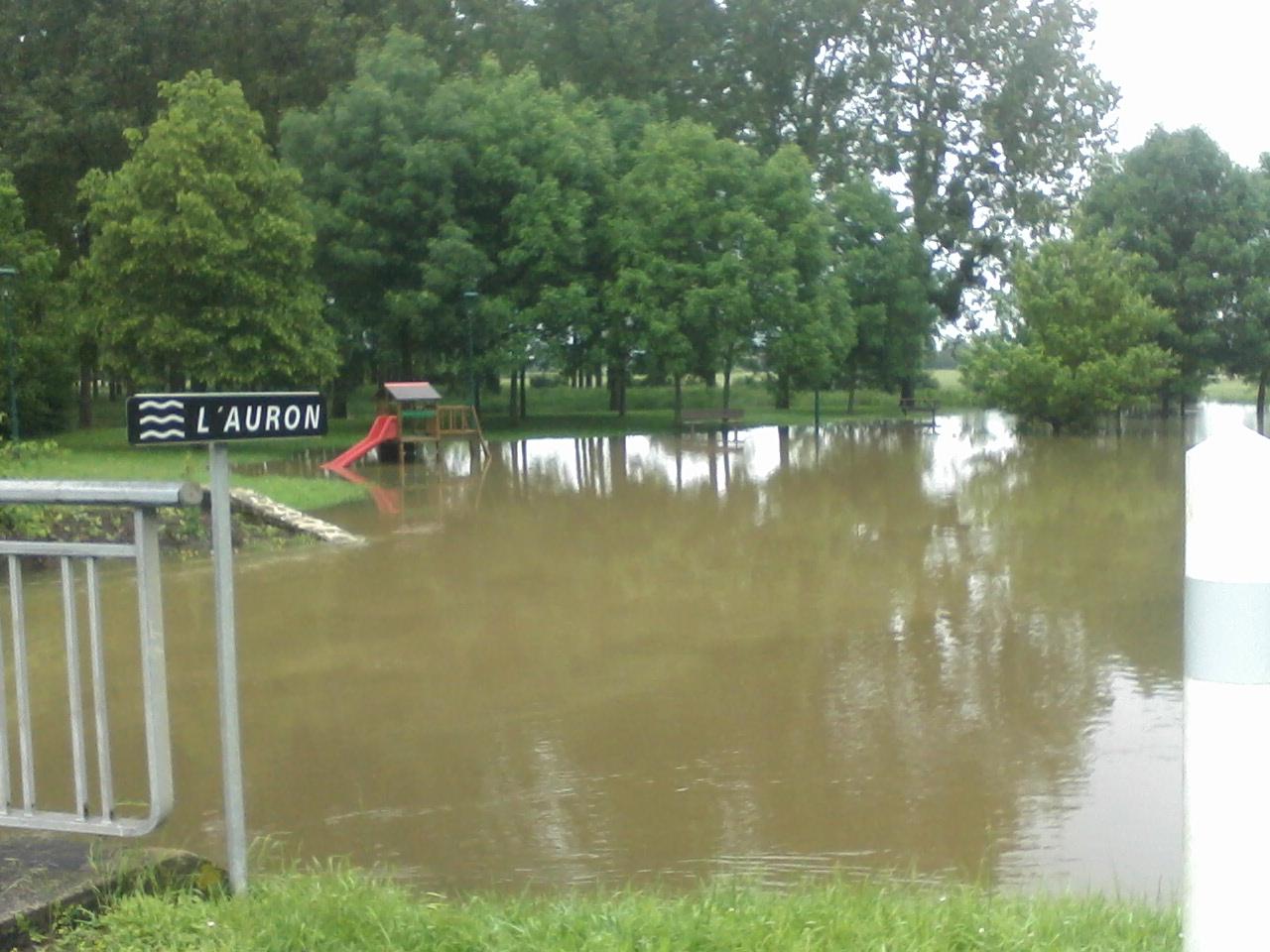
Inondation de l'Auron et du Sagonnin.

L'Auron a treize tronçons, bras ou affluents référencés :
- la Pont Cabotte[1] ou ruisseau de la Font Cabotte[2] (rg[note 1]), 2,6 km sur les trois communes de Valigny (confluence), Isle-et-Bardais (source), Couleuvre.
- l'Euvy (rd), 4 km sur les trois communes de Lurcy-Lévis (source), Valigny (confluence), et Saint-Aignan-des-Noyers, avec un affluent de 2,7 km sans nom et qui conflue dans l'étang de Goule.
- le Moulin de la Font (rd), 6 km sur les trois communes de Lurcy-Lévis (source), Bessais-le-Formental (confluence), Saint-Aignan-des-Noyers, avec un affluent :
  - les Bordes (rd), 0,8 km sur les trois communes d'Augy-sur-Aubois, Lurcy-Lévis (source), Saint-Aignan-des-Noyers (confluence).
- le canal de Berry 50,3 km
- des bras de 11,4 km sur les sept communes de Bannegon, Saint-Just, Saint-Denis-de-Palin, Annoix, Bourges, Plaimpied-Givaudins et Soye-en-Septeine.
- le Madériau (rg), 12,2 km sur les quatre communes de Bannegon (confluence), Ainay-le-Château (source), Bessais-le-Fromental, Vernais qui rencontre le canal de Berry.
- Le Sagonnin, (rd), 15,9 km sur les quatre communes de Bannegon, Neuilly-en-Dun, Givardn, Sagonne avec deux affluents :
  - le ruisseau le Sagonnin 1,2 km sur la seule commune de Sagonne.
  - le ruisseau des Aveniers 2,9 km sur les deux communes de Givardon (source) et Sagonne (confluence) avec un affluent :
    - le ruisseau des Barbarins 3,2 km sur les deux communes de Givardon (source) et Sagonne (confluence).
- la Cocherat (rd), 10,9 km sur les quatre communes de Verneuil, Thaumiers, Chalivoy-Milon et Blet.
- le ruisseau de l'Étang de Fond Bon (rd), 10,7 km sur les cinq communes de Dun-sur-Auron, Bussy, Chalivoy-Milon, Blet et Lantan avec trois affluents :
  -  ? 0,2 km sur la seule commune de Blet.
  - le ru du Gouffre de la Mazière (rd), 3,2 km sur les trois communes de Bussy, Chalivoy-Milon, Blet.
  - le ruisseau des Roches (rd), 4,4 km sur les trois communes de Bussy, Cogny, Chalivoy-Milon.
- le ruisseau des Marais (rg), 16 km sur les cinq communes de Dun-sur-Auron, Saint-Germain-des-Bois, Chavannes, Contres, et Saint-Deins-de-Palin pour une zone hydrographique K564 « Rau des Marais & ses affluents » de 88 km2[5].
- La Rampenne (rg), 23,6 km sur les cinq communes de Saint-Germain-des-Bois, Levet, Lissay-Lochy, Trouy, Plaimpied-Givaudins avec un affluent homonyme :
  - le ruisseau de la Rampenne, 15,4 km sur les quatre communes de Lissay-Lochy, Sennecay, Vorly et Plaimpied-Givaudins.
- et de nouveau le canal de Berry.

- Le Moulin-Neuf,
- Le Ponceau,
- Le Pont-des-Veaux,
- Le Bouzon,
- La Cloix.

### Rang de Strahler
Donc son rang de Strahler est de quatre.

## Hydrologie

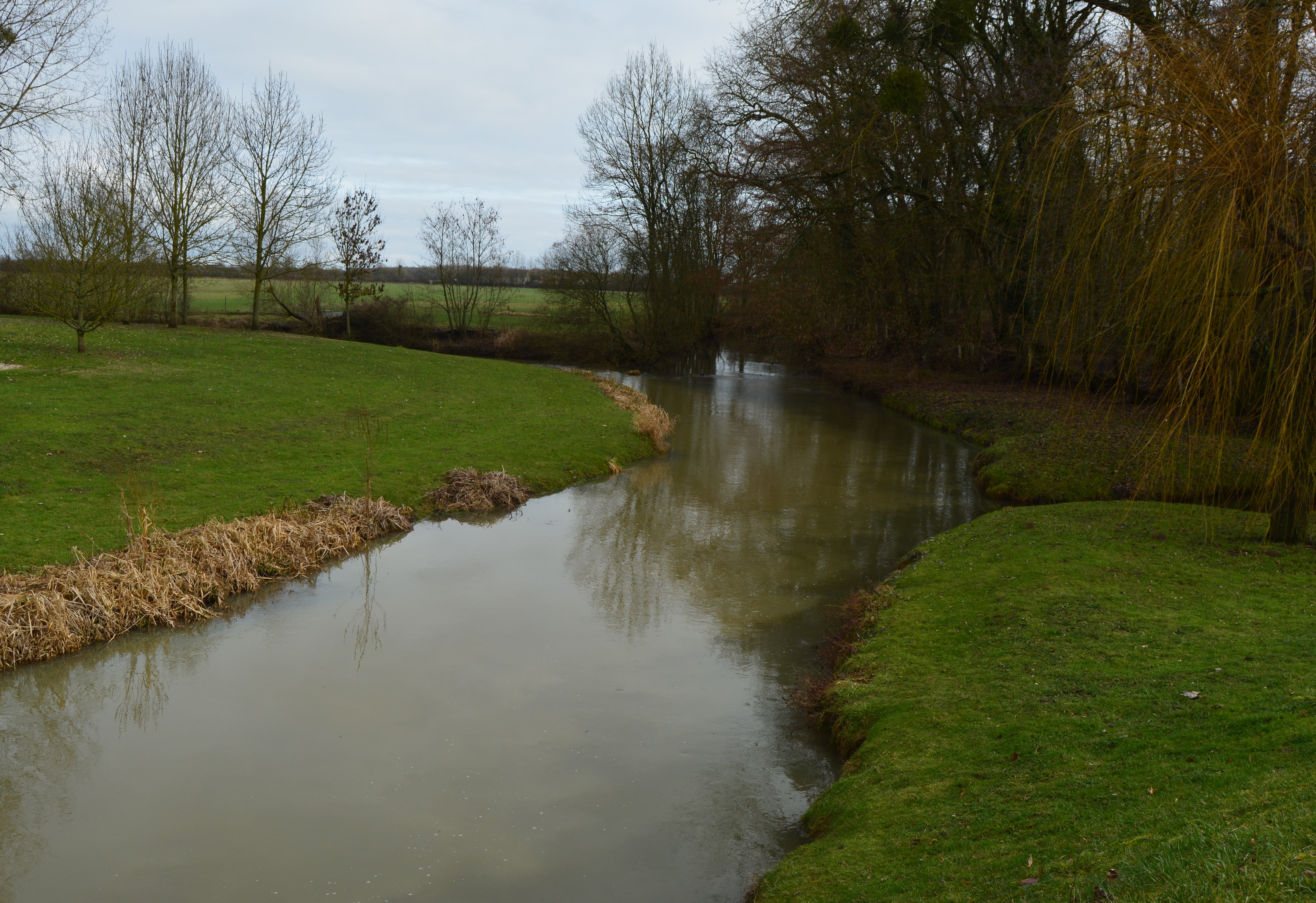
L'Auron du pont à l'entrée de Bannegon.

L'Auron est une rivière moyennement abondante, à peine plus que la plupart des cours d'eau de plaine du bassin versant de la Loire. 

### L'Auron à Bourges
Son débit a été observé sur une période de 41 ans (1966-2007), à Bourges, chef-lieu du département du Cher situé à son confluent avec l'Yèvre. Le bassin versant de la rivière y est de 585 km2, soit la totalité de ce dernier.
Le module de la rivière à Bourges est de 3,73 m3/s.
L'Auron présente des fluctuations saisonnières de débit peu marquées, avec des hautes eaux d'hiver portant le débit mensuel moyen à un niveau situé entre 5,0 et 8,0 m3/s, de décembre à mars inclus (avec un maximum en février). Suit alors une période intermédiaire de printemps où les débits mensuels baissent, mais restent abondants (avril-mai). Dès fin juin se déroulent les basses eaux d'été, de juillet à octobre inclus, avec une baisse du débit moyen mensuel jusqu'à 1,0 m3/s au mois d'août, ce qui reste très consistant. Mais les fluctuations de débit peuvent être plus grandes selon les années, et sur de plus courtes périodes.

### Étiage ou basses eaux
À l'étiage, le VCN3 peut chuter jusque 0,110 m3/s, en cas de période quinquennale sèche, soit 110 litres par seconde, ce qui peut être considéré comme sévère.

### Crues
Les crues peuvent être assez importantes, mais absolument sans commune mesure avec les crues des affluents de la Loire situés à l'ouest du bassin de cette dernière (Creuse, Gartempe, Mayenne, Sèvre nantaise ou encore Oudon et Anglin).
Ainsi les QIX 2 et QIX 5 valent respectivement 31 et 46 m3/s. Le QIX 10 est de 55 m3/s, le QIX 20 de 65 m3/s, tandis que le QIX 50 vaut 77 m3/s.
Il peut être intéressant de comparer les QIX 2, QIX 10 et QIX 50 de l'Auron à ceux du Grand Morin rivière à crues redoutées et affluent de la Marne en amont de Paris. Alors que le QIX 2 de l'Auron se monte à 31 m3/s, celui du Grand Morin en vaut 54 (pour un débit moyen supérieur de 57 %, et une surface de bassin supérieure de plus ou moins 32 % à ceux de l'Auron). Pour le QIX 10, celui de l'Auron étant de 55 m3/s, il se monte à 93 m3/s pour le Grand Morin. Quant au QIX 50, alors que celui de l'Auron se monte à 77 m3/s, celui du Grand Morin amplifie son avantage, puisqu'il vaut 130 m3/s, soit près du double de celui de l'Auron. On en conclut que les crues de l'Auron sont proportionnellement plus faibles que celles du Grand Morin. Ceci montre combien le comportement de l'Auron diverge du comportement moyen des cours d'eau du bassin ligérien.
Le débit instantané maximal enregistré à Bourges durant la période d'observation, a été de 83,8 m3/s le 6 mai 200, tandis que la valeur journalière maximale était de 75 m3/s le 7 mai de la même année. En comparant la première de ces valeurs à l'échelle des QIX de la rivière, on constate que cette crue était plus que cinquantennale et donc tout à fait exceptionnelle.

### Lame d'eau et débit spécifique
L'Auron n'est pas une rivière très abondante. La lame d'eau écoulée dans son bassin versant est de 202 millimètres annuellement, ce qui est nettement inférieur à la moyenne d'ensemble de la France tous bassins confondus, et aussi à la moyenne des bassins du Cher (223 millimètres/an à Tours), et de la Loire (244 millimètres/an). Le débit spécifique (ou Qsp) de la rivière atteint 6,4 litres par seconde et par kilomètre carré de bassin.

## Aménagements et écologie

### Pêche
Le canal de Berry abrite une très bonne population de poissons. Tous les biefs sont ouverts à la pêche. On y trouve des espèces fort intéressantes telles que l'achigan à grande bouche, le silure glane, le sandre, la carpe commune.